# 理髪店主のかなしみ
『理髪店主のかなしみ』（りはつてんしゅのかなしみ）は、2002年公開の日本映画。ひさうちみちおの同名漫画を原作とする。R-15指定。第11回あきた十文字映画祭招待作品。

## ストーリー
主人公の店主は、女王様を連れて来店する同業者の杉浦さんや、彼女との濃厚なエロ話をする常連客がいる平凡な理髪店を営んでいた。ところが、店を通り過ぎた麗子さんの美しい脚に惹かれ、彼女をストーキングするようになるが、ふとしたきっかけで、麗子さんが常連客の坂口さんに暴力を振るわれていることを知る。どうにか助けたいと思い、坂口さんを殺害する妄想に耽っている中、麗子さんから一本の電話がかかってくる。

## キャスト
- 店主：田口トモロヲ
- 麗子：須之内美帆子
- キョウコ：ひふみかおり
- 黒崎：千原靖史
- 杉浦：綾田俊樹
- 坂口：柄本明

## スタッフ
- エグゼクティブ・プロデューサー：竹内宏文、横濱豊行、仁平幸男
- プロデューサー：後藤正人、陶山明美、服巻泰三、笹岡幸三郎
- 企画：成田尚哉
- 脚本：及川章太郎
- 音楽：TATSUYA
- エンディングテーマ：ばちかぶり「Only You」
- キャスティング・プロデューサー：水永久美子
- ライン・プロデューサー：鈴木嘉弘
- 撮影：鈴木一博
- 照明：白石成一
- 録音：深田晃
- 美術：松本知恵
- 編集：菊池純一
- 助監督：宮城仙雅
- 監督：廣木隆一
- 制作：吉本興業、オメガ・ピクチャーズ、ケイエスエス
- 制作プロダクション：ボノボ